# Olympia Nicodemi
Olympia E. Nicodemi é uma matemática e educadora matemática estadunidense, com interesses de pesquisa desde wavelets até história da matemática. É Distinguished Teaching Professor of Mathematics na State University of New York at Geneseo (SUNY Geneseo).

## Formação e carreira
Nicodemi conduziu seus estudos de graduação na Universidade de Nova Iorque (SUNY), obtendo um Ph.D. na Universidade de Rochester, orientada por David Donald Prill. Integrou-se então à faculdade da SUNY Geneseo in 1981. É autora dos livros Discrete Mathematics: A Bridge to Computer Science and Advanced Mathematics (West Publishing, 1987) e An Introduction to Abstract Algebra: With Notes to the Future Teacher (com Melissa A. Sutherland e Gary W. Towsley, Pearson, 2007).

## Reconhecimento
Nicodemi foi uma das laureadas com o Deborah and Franklin Haimo Awards for Distinguished College or University Teaching of Mathematics de 2004, um prêmio concedido pela Mathematical Association of America para professores de matemática cujo papel social extrapola seu próprio campus universitário. O prêmio destaca particularmente seu papel no aumento do número de estudantes de matemática em seu campus, dos quais aproximadamente 2/3 eram mulheres.